# Cantó de Le Bourg-d'Oisans
El cantó de Le Bourg-d'Oisans era una divisió administrativa francesa del departament de la Isèra Comptava amb 20 municipis i el cap era Le Bourg-d'Oisans. Va desaparèixer el 2015.

## Municipis
- Allemond
- Auris
- Besse
- Le Bourg-d'Oisans
- Clavans-en-Haut-Oisans
- Le Freney-d'Oisans
- La Garde
- Uès
- Livet-et-Gavet
- Mizoën
- Mont-de-Lans
- Ornon
- Oulles
- Oz
- Saint-Christophe-en-Oisans
- Vaujany
- Venosc
- Villard-Notre-Dame
- Villard-Reculas
- Villard-Reymond

## Història
| Data d'elecció                           | Identitat          | Partit                     | Qualitat |
| ---------------------------------------- | ------------------ | -------------------------- | -------- |
| 1949-1967                                | Louis Faure        | radical                    |          |
| 1967-1973                                | M. Martin          | Divers gauche              |          |
| 1973-1979                                | M. Ollivier        | Divers droite, després UDF |          |
| 1979-1985                                | Roland Martin      | PS                         |          |
| 1985-1998                                | Jean-Guy Cupillard | RPR                        |          |
| 1998-2015                                | Christian Pichoud  | PS, després Divers gauche  |          |
| les dades anteriors no són pas conegudes |                    |                            |          |
|                                          |                    |                            |          |

## Demografia
| 1962  | 1968  | 1975  | 1982   | 1990  | 1999   | 2007   |
| ----- | ----- | ----- | ------ | ----- | ------ | ------ |
| 6.889 | 7.981 | 8.707 | 10.325 | 9.476 | 10.558 | 10.747 |